# Список монархов Германии
В данной статье содержится список монархов следующих государств и союзов, объединяющих территорию Германии:
- Короли Восточно-Франкского королевства (843 — X век);
- Римские короли и императоры Священной Римской империи (в том числе антикороли);
- Имперские викарии Священной Римской империи (XV—XVIII века);
- Протекторы Рейнского союза (1806—1813);
- Президенты Германского союза (1815—1866);
- Президенты Северогерманского союза (1866—1871);
- Императоры Германской империи (1871—1918)

## Восточно-Франкское королевство, Священная Римская империя 843—1806
В данном разделе приводятся монархи Восточно-Франкского королевства, образованного после раздела Франкской империи в 843 году, которое начиная с X века в современных источниках называется «королевств Германия», а также Священной Римской империи, образованной в 962 году, ядром которой являлась Германия. 
Хотя правители Германии стояли наверху феодальной иерархии, власть короля сильно зависела от количества земель, которыми он лично владел.
Будущие императоры после своего избрания (обычно при жизни отца) и до принятия имперской короны от римского папы в Риме назывались римскими королями (лат. rex Romanorum), однако фактически они были правителями Германии, поэтому в современных источниках для них часто используется титул «король Германии». Титул же императора не имел для правителй Германии территориального значения, поскольку они вне зависимости от того, были ли коронованы папой римским управляли королевством. Однако этот титул давал правителя престиж, поэтому правители Германии прилагали усилия к тому, чтобы получить его. После коронации императорской короной император обычно назначал своего наследника римским королём.
Последним правителем Германии, коронованным папой в Риме, стал Фридрих III. Начиная с его сына Максимилиана I императоров стали короновать в Ахене, а королевский титул вошёл в состав их титулатуры.
Курсивом выделены те из монархов Германии, которые хотя и принимали титул короля, но фактически не правили.

### Короли и императоры
| Имя                               | Годы жизни                             | Вступление на престол            | Коронация императором | Конец правления                  | Примечание |
| --------------------------------- | -------------------------------------- | -------------------------------- | --------------------- | -------------------------------- | --- |
| Каролинги                         |                                        |                                  |                       |                                  | |
| Людовик II Немецкий               | около 805/806 — 28 августа 876         | 11 августа 843                   | —                     | 28 августа 876                   | Сын императора Людовика I Благочестивого. Король Баварии с 817 года, король Восточно-Франкского королевства с 843 года. Кроме Баварии (Старой Баварии — от Дуная до Альп) в состав его королевства были включены Тюрингия, Рипуария и Саксония вплоть до побережья. В 843 году по условиям Верденского договора в состав королевства, которое получило название «Восточно-Франкского», вошли владения к востоку от линии, проходящей по Рейну и Аре с выступом на Среднем Рейне. Оно включало в себя Баварию, Швабию, Франконию, Тюрингию и Саксонию. Но центром его королевства продолжала оставаться Бавария. |
| Карломан                          | около 830 — 22 сентября 880            | 28 августа 876                   | —                     | 22 сентября 880                  | Старший сын Людовика Немецкого, король Баварии с 876 года, король Италии в 877—879 годах. После смерти отца в 876 году получил Баварию с Паннонией и Каринтией, а также фактически фиктивный сюзеренитет над Моравией. В 877 году был признан королём Италии, но из-за тяжёлой болезни отказался от неё в пользу младшего брата Карла. |
| Людовик III Младший               | около 835 — 20 января 882              | 28 августа 876                   | —                     | 20 января 882                    | Второй сын Людовика Немецкого, король Тюрингии и Саксонии с 876 года, король Баварии с 880 года. При разделе отцовских владений 865 года получил Тюрингию, Саксонию, а также Рейнскую и Майнскую Франконию. При жизни отца несколько раз восставал против него. После смерти отца в 876 году разбил короля Западно-Франкского королевства Карла II Лысого, который пытался захватить Восточную часть Лотарингии. В 877 году вместе с младшим братом Карлом Толстым договорился о разделе Восточной Лотарингии. После смерти старшего брата Карломана в 880 году унаследовал Баварию, но умер в 882 году, не оставив наследников. |
| Карл III Толстый                  | около 835 — 20 января 882              | 28 августа 876                   | 12 февраля 881        | 11 ноября 887                    | Младший сын Людовика Немецкого, король Алемании с 876 года, король Италии с 879 года, император Запада с 880 года, король Баварии и Саксонии с 882 года, король Западно-Франкского королевства. В 865 году при разделе отцовских владений ему были выделены Алемания и Курратия. В 879 году старший брат Карломан, который стал недееспособен из-за перенесённого инсульта, согласился уступить Карлу Италию. В начале 880 году Карл был помазан папой римским в короли Италии, а в ноябре коронован императорской короной. После смерти в 882 году брата Людовика Младшего он объединил в своих руках Восточно-Франкское королевство. В 884 году умер Карломан, король Западно-Франкского королевства. Его единокровный брат Карл Простоватый был мал, кроме того, его не считали законным наследником, в результате чего корона была предложена Карлу Толстому. Однако он не смог противостоять вторжениям норманнов, а также серьёзно болел. В итоге в ноябре 887 года он был свергнут племянником Арнульфом Каринтийским, ставшим новым правителем Восточно-Франкского королевства, и вскоре после этого умер. |
| Арнульф Каринтийский              | около 850 — 8 декабря 899              | 11 ноября 887                    | 22 февраля 896        | 8 декабря 899                    | Незаконнорождённый сын Карломана, маркграф Каринтии с 876 года, король Восточно-Франкского королевства с 887 года, император Запада с 896 года. При жизни отца управлял Каринтией. В 887 году сверг дядю, Карла III Толстого, став королём Восточно-Франкского королевства. Однако ему не удалось помешать избранию в других частях Франкской империи королей из других династий. Хотя Арнульф и смог добиться от них подчинения, но оно было формальным. Даже в собственном королевстве его власть была не абсолютной. В 894 и 895—896 годах он совершил 2 похода в Италию. Хотя он и принял титул короля Италии, а в феврале 896 года был коронован императорской короной, в марте его разбил паралич, в результате которого установить власть в Итальянском королевстве ему так и не удалось. |
| Людовик IV Дитя                   | сентябрь/октябрь 893 — 20 сентября 900 | 21 января 900                    | —                     | 20 сентября 911                  | Единственный законнорождённый сын Арнульфа Каринтийского, король Восточно-Франкского королевства с 900 года. Вступил на трон ребёнком, но юридически регентства при нём не было. После смерти в 900 году короля Лотарингии Цвентибольда это королевство было присоединено к Восточно-Франкскому королевству. Вакуум центральной власти и угроза нападений венгров привёл к увеличению могущества правителей племенных герцогств. Ранняя смерть Людовика без наследников привела к тому, что династия Каролингов в Восточно-Франкском королевстве вымерла. |
| Конрадины                         |                                        |                                  |                       |                                  | |
| Конрад I Салический               | умер 23 декабря 918                    | 10 ноября 911                    | —                     | 23 декабря 918                   | Граф в Гессенгау в 908 году, герцог Франконии в 910 году, король Восточно-Франкского королевства с 911 года. Происходил из знатного франконского рода Конрадинов, связанного родством с королями Восточно-Франкского королевства, имевшего владения во Франконии и Гессенгау. После победы над восточно-франконским родом Бабенбергов, с которыми Конрадины конкурировали за власть в Франконии, его власть в герцогстве стала неоспоримой. А после смерти в 911 году короля Людовика Дитя, не оставившего наследников, именно Конрад был избран новым правителем. Однако от королевства откололась Лотарингия, герцог которой принёс присягу королю Западно-Франкского королевства Карлу Простоватому. Война против него была безуспешной, удалось сохранить только Эльзас. Кроме того, Восточно-Франкское королевство подверглось нескольким набегам венгров. Неудачи Конрада сильно уронили его престиж в Германии, фактически он обладал властью только в Франконии. Попытки захватить Швабию также были безуспешными. В итоге перед смертью Конрад рекомендовал избрать новым королём одного из своих бывших соперников — герцога Саксонии Генриха. |
| Саксонская династия (Людольфинги) |                                        |                                  |                       |                                  | |
| Генрих I Птицелов                 | около 876 — 2 июля 936                 | 6 мая 919                        | —                     | 2 июля 936                       | Герцог Саксонии с 912 года, король Германии с 919 года. Происходил из знатного саксонского рода Людольфингов. В 912 году он наследовал в герцогстве отцу, герцогу Оттону I, а после смерти короля Конрада I при поддержке брата покойного, герцога Франконии Эбергарда, был избран его преемником на германском троне. В противовес ему был избран королём герцог Баварии Арнульф, а герцог Швабии Бурхард занял нейтралитет. Для восстановления единства королевства Генриху пришлось пойти на компромисс, в результате чего Арнульф отказался от королевского титула, но в своих владениях обладал властью, почти равной королевской. Во время своего правления Генрих проводил наступательную внешнюю политику. В результате он смог значительно укрепить Германское королевство, расширив его территорию за счёт присоединения Лотарингии. Для обороны от набегов венгров Генрих строил укреплённые поселения (бурги) и создал мощную конницу, что позволило ему добиться решающей победы при Риаде. Во время правления Генриха началось завоевание полабских славян. В результате его походов ряд славянских племён, земли которых прилегали к территории королевства, стали данниками короля Германии. На момент своей смерти Генрих был одним из самых могущественных правителей Европы. |
| Луитпольдинги                     |                                        |                                  |                       |                                  | |
| Арнульф Злой                      | умер 14 июля 937                       | 919                              | —                     | 921                              | Герцог Баварии с 907 года, антикороль Германии в 919—921 годах. Сын баварского маркграфа Луитпольда. Воспользовавшись слабостью центральной власти, присвоил себе титул герцога Баварии. Арнульф одержал несколько побед над венграми, заключив с ними договор, который защитил Германию от их набегов до 927 года. Хотя королю Конраду I удалось временно изгнать Арнульфа из Баварии, к 917 году тот восстановил своё положение. В 907—914 годах провёл обширную секуляризацию монастырских земель в Баварии, из-за чего его прозвали «Злым», однако это упрочило его власть в герцогстве. После смерти Конрада I недовольные избранием в 919 году королём Генриха I Саксонского баварцы в том же году провозгласили королём в Германии (лат. regno Teutonicorum) своего герцога. Но в итоге в 921 году между Генрихом и Арнульфом был заключён договор, по которому тот отказался от королевского титула, однако в своих владениях занимал положение, равное королевскому. В 933/934 году он провёл неудачный военный поход против короля Италии Гуго в попытке посадить на трон своего сына Эберхарда. |
| Саксонская династия (Людольфинги) |                                        |                                  |                       |                                  | |
| Оттон I Великий                   | 23 ноября 913 — 7 мая 973              | 7 августа 936                    | 2 февраля 962         | 7 мая 973                        | Старший сын Генриха I от второго брака. Король Германии с 936 года, король Италии с 951 года, император Священной Римской империи с 962 года. Был назначен отцом наследником германского престола, который унаследовал после его смерти. В самом начале правления, в 937 и 941 годах ему пришлось подавлять восстание своих братьев Танкмара и Генриха, а также территориальных магнатов. В 951 году совершил поход в Италию, где ему была предложена корона, и женился на вдовствующей королеве Адельгейде. Этот брак вызвал в 955 году восстание его старший сына от первого брака Людольфа и зять Конрад Рыжий, которое Оттон успешно подавил. В 955 году он разгромил венгров в битве на реке Лех. В 962 году Оттон совершил новый поход в Италию, где сверг захватившего власть Беренгара Иврейского и был коронован папой императорской короной. В 967 году был коронован императорской короной и его сын Оттон II, наследовавший отцу после его смерти. |
| Оттон II Рыжий                    | конец 955 — 7 декабря 983              | 26 мая 961                       | 25 декабря 967        | 7 декабря 983                    | Единственный сын Оттона I, переживший отца, король Германии с 961 года (до 973 — соправитель отца), император с 967 года. В 961 году император Оттон I, чтобы обеспечить преемственность власти, назначил его своим соправителем, а в 967 году папа короновал его в Риме императорской короной. Кроме того, Оттона II в 972 году женили на Феофано — племяннице византийского императора Иоанна I Цимисхия. После смерти отца ему пришлось подавлять восстание, которой возглавляли его двоюродный брат Генрих II Баварский и герцог Генрих Каринтийский, которые в итоге лишились своих владений. Кроме того, ему в 977—978 годах успешно удалось отбить притязания короля Западно-Франкского королевства Лотаря на Лотарингию. В 980 году Оттон совершил поход в Италию, где в 981 году смог вернуть изгнанного из Рима папу Бенедикта VII. Позже совершил поход в Южную Италию, где его армия потерпела сокрушительное поражение от сарацинов. Чтобы обеспечить преемственность власти, в последний год своей жизни сделал своим преемником малолетнего сына Оттона III. |
| Оттон III «Чудо мира»             | июнь/июль 980 — 23/24 января 1002      | 25 декабря 983                   | 21 мая 996            | 23/24 января 1002                | Сын Оттона II, король Германии с 983 года, император с 986 года. Стал королём в трёхлетнем возрасте. Во время его малолетства регентство осуществляли мать Феофано, а затем бабушка, Адельгейда. Оттон был объявлен совершеннолетним в 994 году. В 996 году, в ответ на призыв папы о помощи, осуществил поход в Италию. Когда он прибыл в Павию, узнал о смерти папы, после чего возвёл на папский престол своего двоюродного брата Бруно, принявшего имя Григория V, который после этого короновал Оттона императорской короной. После возвращения Оттона в Германию Григория V римская знать изгнала из Рима и возвела на престол антипапу, что вызвало новый поход императора в Италию, жёстко покаравший римлян. После смерти Григория V он в 999 году возвёл на папский престол соратника покойного, Герберта Орильякского, принявшего имя Сильвестра II. В 1000 году Оттон вновь вернулся в Рим, но в феврале 1001 вместе с папой был изгнан из города. Вернуть себе город он не успел: пока император ждал подкрепление, он неожиданно умер, вероятно, от малярии, не оставив наследников. |
| Генрих II Святой                  | 8 мая 973 — 3 июля 1024                | 7 июня 1002                      | 14 февраля 1014       | 13 июля 1024                     | Происходил из младшей ветви Луитпольдингов и был внуком герцога Баварии Генриха I, сына короля Генриха I Птицелова. Герцог Баварии (под именем «Генрих IV»), король Германии с 1002 года, император с 1014 года. В 995 году наследовал отцу в Баварии. При жизни Оттона III Генрих поддерживал с ними хорошие отношения и дважды сопровождал его в походах в Италию. После смерти императора, не оставившего наследников, он в марте 1002 года предъявил права на королевский трон, в чём его поддержал герцог Оттон Каринтийский, сын дочери Оттона I Великого. В итоге Генрих был избран королём Германии баварской и франконской знатью и 7 июня 1002 года коронован в Ахене. В дальнейшем его признали знать Лотарингии и Швабии. Вскоре после этого ему пришлось воевать с князем Польши Болеславом Храбрым, который в 1003 году захватил Чехию и отказался приносить вассальную присягу. Хотя в 1005 году Генриху удалось подчинить Болеслава, в дальнейшем ему ещё несколько раз пришлось совершать походы в Польшу. Также королю пришлось разрешать тяжёлый конфликт на западе с могущественным графом Фландрии. Императорскую корону Генрих смог получить только в 1014 году, когда вмешался в выборы папы и обеспечил избрание Бенедикта VIII, в ответ короновавшего Генриха и его жену 14 февраля. Детей он не оставил, что впоследствии было интерпретировано как «героическая благодетель». В 1146 году Генрих II был канонизирован папой Евгением III. |
| Салическая (Франконская) династия |                                        |                                  |                       |                                  | |
| Конрад II                         | около 990 — 4 июня 1039                | 8 сентября 1024                  | 26 марта 1027         | 4 июня 1039                      | Король Германии с 1024 года, король Италии с 1026 года, император с 10127 года, король Бургундии с 1033 года. Происходил из одной из самых знатных германских семей, богатые владений которой располагались в районе Вормса и Шпайера. Один из предков Конрада, герцог Лотарингии Конрад Рыжий, был женат на Лиутгарде, дочери императора Оттона I Великого. Рано лишившийся отца, Конрад получил лишь небольшую часть семейных владений — так называемый Вормский дукат, а Каринтийское герцогство досталось младшей ветви рода. В 1016 году он похитил и женился на Гизелле, вдове герцога Швабии Эрнста I, чем вызвал недовольство императора Генриха II из-за близкого родства с женой. Хотя Конрад и смог примириться с императором, он явно не мог рассчитывать стать его преемником. Однако после угасания Саксонской династии после смерти в 1024 году Генриха II именно Конрад был избран новым королём Германии и был коронован 8 сентября 1024 года. В 1026 году он отправился в Италию, где был коронован итальянской короной, а в 1017 году в Риме и императорской. Он не стал вмешиваться в римские проблемы, совершил краткий набег в Южную Италию, после чего вернулся в Германию. В 1028 году Конрад передал своему сыну, Генриху III, Баварию, правитель которой умер, а на пасху короновал его своим соправителем. После смерти в 1032 году короля Бургундии Рудольфа III, не оставившего сыновей, Конрад в 1033 году был коронован его преемником, хотя ему и пришлось воевать с Эдом II де Блуа, также претендовавшим на трон. К концу своего правления Конрад передал контроль над своим новым владением сыну, Генриху III. |
| Генрих III                        | 28 октября 1017 — 5 октября 1056       | 14 апреля 1028                   | 25 декабря 1046       | 5 октября 1056                   | Сын Конрада II, король Германии с 1028 года (до 1039 года — соправитель отца), герцог Баварии в 1027—1042 и 1047—1049 годах, император с 1046 года. Был назначен наследником престола в 1026 году. В следующем году стал герцогом Баварии, а в 1028 году был сделан отцом своим соправителем. В качестве герцога Баварии в 1031 году без ведома отца заключил мир с королём Венгрии Стефаном I. Также Генрих провёл самостоятельную военную компанию против чешского князя Бржетислава I, подчинив его. После смерти отца в 1039 году он принял управление империей, достигшей пика могущества. Ему удалось восстановить мир в Италии, подчинить империи Польшу, Чехию и даже на некоторое время Венгрию. После того как Генрих унаследовал Каринтию, он не собирался удерживать её в руках, назначив в неё нового герцога. Осенью 1046 года Генрих предпринял поход в Италию, возведя нового папу Климента II, который в ответ короновал его императорской короной. Затем он совершил поход в Южную Италию. В 1055 году Генрих совершил новый поход в Италию |
| Генрих IV                         | 11 ноября 1050 — 7 августа 1106        | 17 июля 1054                     | 31 марта 1084         | 31 декабря 1105                  | Сын Генриха III. В 1053 году отец передал ему Баварию. В ноябре того же года коронован как соправитель отца, после чего Бавария в 1054 году была передана его младшему брату Конраду (который умер в следующем году). А в 1056 году умер император Генрих III, что стало катастрофой для Генриха IV, повлиявшей на всё его дальнейшее правление. Хотя власть шестилетнего мальчика никто не оспаривал, а опекуном стала его мать, Агнесса де Пуатье. Её власти в империи не хватало стабильности. Она поставила много новых герцогов в Южной Германии (в Баварию, Швабию и Каринтию), а интереса к итальянским делам не проявляла. В 1052 году архиепископ Кёльна Анно II провёл государственный переворот, отстранив Агнессу от власти. В 1066 году Генрих IV стал править самостоятельно. С 1071 года у него началась длительная борьба с папами за инвеституру, который с самого начала стал фундаментальной борьбой за отношения между светской и духовной властью. На неё наложилась борьба с германской знатью. Недовольные королём германские князья, возглавляемые Оттоном Нортхеймским в 1077 году возвели в качестве антикороля швабского герцога Рудольфа, а его гибели — Германа фон Зальма. Но их власть по сути ограничивалась Саксонией, а после смерти Оттона Нортхаймского восстание практически угасло. У Генриха IV появилось достаточно поддержки в Германии, чтобы начать войну против папы Григория VII. В 1084 году ему удалось войти в Рим, где возведённый им на престол антипапа Климент III 31 марта короновал его императором. Но в мае Генрих IV был вынужден вернуться в Германию. 30 марта 1087 года в Ахене он короновал своего сына Конрада в качестве соправителя. Саксония подчинилась ему в 1088 году, а антикороль Герман Зальмский сложил с себя королевский титул и вскоре умер. Однако в конце 1080-х противодействие Генриху IV возобновилось, во главе его стала маркграфиня Тосканы Матильда, заключившая союз с южногерманской знатью путём брака с 17-летним Вельфом V, сыном баварского герцога Вельфа IV. Генрих IV в 1090 году совершил новый поход в Италию, но в 1093 году его собственный сын и соправитель Конрад внезапно перешёл на сторону Матильды. В итоге император потерял контроль над Ломбардией и альпийскими перевалами и оказался заперт в Германии. В 1096 году Генрих IV смог примириться с баварским герцогом Вельфом, а в 1098 году на рейхстаге в Майнце объявил о смещении своего сына Конрада, вместо которого соправителем был назван другой сын, Генрих V, коронованный 6 января 1099 года. Однако споры об инвеституре продолжались, поскольку папа Пасхалий II не шёл ни на какие компромиссы. В 1104 году против него восстал сын Генрих V. Он смог одержать победу; под его давлением Генрих IV 31 декабря 1105 года отрёкся от престола в пользу сына, однако вскоре после этого бежал и погиб 7 августа 1106 года в Льеже. |
| Рейнфельденский дом               |                                        |                                  |                       |                                  | |
| Рудольф Швабский                  | умер 16 октября 1080                   | 15 марта 1077                    | —                     | 16 октября 1080                  | Антикороль в период правления Генриха IV в 1077—1080 годах, герцог Швабии с 1057 года. Впервые упоминается граф в Зисгау (около Райнфельдена и Базеля) в 1048. Рудольф происходил из ветви Бургундского королевского дома, представители которого были графами в Райнфельдене, что было решающим фактором его возвышения. В 1057 году Агнесса де Пуатье назначила его герцогом Швабии, а в 1059 году он женился на её несовершеннолетней дочери Матильде, что должно было закрепить его династические связи с Салической династией. Впрочем, девочка вскоре умерла. Позже он женился на Адельгейде Туринской, чем возобновил семейные связи с Салической династией. С 1065 года он стал играть более заметную роль в имперской политике и оказался связан с Оттоном Нортхеймским и архиепископом Кёльна Анно II, под влиянием которого открыл для себя реформаторские идеи этого времени. С 1069 года отношения Рудольфа с Генрихом IV начали портиться, а в 1072 году начался серьёзный конфликт. Только вмешательство папы спасло его от участи, которая постигла в 1070 году Оттона Нортхаймского. Находясь в оппозиции к королю, в марте 1076 года Рудольф открыто восстал, а 15 марта 1077 году он был провозглашён недовольной Генрихом IV саксонской знатью антикоролём Германии. 26 марта его помазал архиепископ Майнца. Власть Рудольфа была ограничена Саксонией. Несмотря на локальные военные успехи, в последовавшей гражданской войне он особых успехов не добился, в Германии его признавали лишь частично. 15 октября 1080 года сторонники Рудольфа под командованием Оттона Нортхеймского одержали крупную победу над сторонниками Генриха IV, однако сам Рудольф лишился отрубленной правой руки и на следующий день умер. |
| Зальмы                            |                                        |                                  |                       |                                  | |
| Герман фон Зальм                  | до 1030 — 28 сентября 1088             | 6 августа 1081                   | —                     | 28 сентября 1088                 | Антикороль в период правления Генриха IV в 1081—1088 годах. Герман происходил из разветвлённого, богатого и уважаемого рода графов Люксембургских и был заметной фигурой в Германии того времени. Хотя он никогда не упоминается как граф Зальма, и его отец, и он сам с братьями был владельцем земель в Зальме. В Германии с 1076 года шла гражданская война. После гибели в 1080 году антикороля Рудольфа Швабского после долгих переговоров в начале августа 1081 года саксонская и швабская знать избрали новым антикоролём Германа фон Зальма. 22 декабря 1081 года он был коронован архиепископом Майнца в Госларе. Его опорой была Саксония, где его поддерживал могущественный Оттон Нортхаймский. Однако тот умер 11 января 1083 года, что сорвало готовящийся поход в Италию. С этого момента восстание против Генриха IV пошло на спад, фактически его власть была ограничена Саксонией. Когда в 1088 году большинство саксонских епископов подчинились императору, Герман отказался от дальнейшей борьбы. Возможно, что он даже формально отказался от королевского титула и вернулся в Лотарингию, где вскоре умер. |
| Салическая (Франконская) династия |                                        |                                  |                       |                                  | |
| Конрад                            | 12 февраля 1074 — 27 июля 1101         | 30 мая 1087                      | —                     | май 1098                         | Сын Генриха IV, король Германии в 1087—1098 годах, герцог Нижней Лотарингии в 1076—1087 года, король Италии в 1093—1098 годах. На Рождество 1075 года в двухлетнем возрасте Конрад назначен преемником отца, а в 10176 году получил Нижнюю Лотарингию. В 1076/1077 году из соображений безопасности его вывезли в Италию и он жил в Каносе. В 1087 году Конрада привезли в Ахен, где он был 20 мая коронован как соправитель отца, после чего его вновь отправили в Италию. В 1089 году Матильда Тосканская убедила его перейти на сторону папы, став противником отца. В 1093 году Конрада короновали в Ломбардии итальянской короной. В 1098 году Генрих IV на императорском сейме в Майнце объявил о низложении Конрада, вместо него королём стал его младший брат Генрих V. |
| Генрих V                          | около 11 августа 1086 — 23 мая 1125    | 6 января 1099                    | 13 апреля 1111        | 23 мая 1125                      | Младший сын Генриха IV, король Германии с 1098 года, император с 1111 года. Первоначально не рассматривался отцом в качестве наследника, но в мае 1098 года на рейхстаге в Майнце Генрих IV объявил о низложении своего старшего сына Конрада и возведении на престол Генриха. При этом с него была взята клятва не вмешиваться в имперские дела при жизни отца. 9 января 1099 года Генрих был коронован в Ахене германской короной. Позже он восстал против отца. После его отречения в 1105 году и гибели в 1106 году взял на себя полноту власти. Он продолжил спор с папами по поводу инвеституры, на что накладывалось нежелание папы Пасхалия II идти на какие-либо уступки. В 1107 и 1110 годах Генрих провёл военные кампании против Чехии, в результате которых смог сохранить сюзеренитет над ней, однако в кампаниях против Венгрии (1108) и Польши (1109), объявивших о независимости от империи, потерпел неудачу. В августе 1110 года он совершил поход в Италию, в ходе которого смог восстановить власть в Ломбардии, утерянную в 1093 году. В феврале 1111 года был заключён конкордат в Сутри, по которому король должен был отказаться от инвеституры епископов (и аббатов), но сохранял право забирать и сохранить всё имущество церквей, полученное в результате королевского пожалования. Но когда 12 февраля папа зачитал эти условия, Генрих заявил о недействительности своего отказа от инвеституры и заточил папу в тюрьму. Через 2 месяца тот капитулировал. В итоге 13 апреля Генрих V был коронован императором, а папа даровал ему право инвеституры с перстнем и посохом и поклялся никогда не отлучать его от церкви. После этого император вернулся в Германию. В самой Германии он возобновил политику отца, направленную на сдерживание знати, что вызвало несколько восстаний. В начале 1116 года Генрих совершил новый поход в Италию, захватив владения умершей годом ранее Матильды Тосканской, однако переговоры с папой, который на Латеранском синоде в марте того же года смог возобновить запрет на инвеституру. В итоге конфликт возобновился. Только после восхождения на папский престол Каликста II переговоры возобновились, в результате чего 23 сентября 1122 года был заключён Вормсский конкордат, по которому император отказался от инвеституры с перстнем и посохом, но папа взамен разрешил проведения свободных выборов епископов и аббатов. В 1124 году произошло восстание герцога Саксонии Лотаря. Подавить его император не успел, умерев 23 мая 1125 года, не оставив наследников. |
| Супплинбурги                      |                                        |                                  |                       |                                  | |
| Лотарь II                         | 1/8 июня 1075 — 4 декабря 1137         | 24 августа 1125                  | 4 июня 1133           | 4 декабря 1137                   | Герцог Саксонии с 1106 года, король Германии с 1125 года, император с 1133 года. |
| Гогенштауфены                     |                                        |                                  |                       |                                  | |
| Конрад III                        | 1093 — 15 февраля 1152                 | декабрь 1127 7 марта 1138        | —                     | 15 февраля 1152                  | Сын Фридриха I, герцога Швабии. Герцог Франконии с 1116/1120 года, антикороль Германии в 1137—1135 годах, король Италии в 1127—1135 годах, король Германии с 1138 года. |
| Генрих                            | 1136/1136 — 1150                       | 30 марта 1147                    | —                     | 1150, после февраля              | Сын Конрада III, король Германии в период правления отца с 1147 года. |
| Фридрих I Барбаросса              | 1122 — 10 июня 1190                    | 4 марта 1152                     | 18 июня 1155          | 10 июня 1190                     | Племянник Конрада III, сын Фридриха II, герцога Швабии. Герцог Швабии (под именем «Фридрих III») в 1147—1152 годах, король Германии с 1152 года, император с 1155 года. |
| Генрих VI                         |                                        | 15 августа 1169                  | 14 апреля 1191        | 28 сентября 1197                 | Сын императора Фридриха I, король Германии с 1169 года (до 1190 — соправитель отца), император с 1191 года, король Сицилии (под именем «Энрико») с 1194 года |
| Филипп Швабский                   | февраль/март 1177 — 21 июня 1208       | 6 марта 1198                     | —                     | 21 июня 1208                     | Сын императора Фридриха I, епископ Вюрцбурга в 1190-1193 годах, герцог Швабии с 1196 года, король Германии с 1198 года. Предназначался для церковной карьеры, но в 1193 году отказался от всех церковных должностей. Был избран королём Германии 6 марта 1198 года и коронован 8 марта архиепископом Майнца. Однако и июне королём Германии был избран Оттон Брауншвейгский, коронованный в июле в Ахене архиепископом Кёльна. Однако Филипп смог одержать верх над своим соперником и в январе 1205 года архиепископ Кёльна повторно короновал его в Ахене. В 1208 году был убит в Бамберге пфальцграфом Баварии Оттоном VIII Виттельсбахом. |
| Вельфы                            |                                        |                                  |                       |                                  | |
| Оттон IV                          | 1176/1177 — 19 мая 1218                | 9 июня 1198                      | 4 октября 1209        | 5 июля 1215                      | Сын герцога Саксонии и Баварии Генриха Льва, лишённого в 1180 году своих владений, король Германии в 1198—1215 годах, император с 1209 года, граф Пуату в 1196—1198 годах. Избран королём Германии 9 июня 1198 года в противовес Филиппу Швабскому и коронован 12 июля в Ахене архиепископом Кёльна при поддержке короля Англии Ричарда I Львиное Сердце. Но после смерти английского короля Оттон потерял поддержку. Несмотря на то, что его сторонником был папа Иннокентий III, он не смог добиться признания в Германии. Однако после убийства Филиппа Швабского Оттон вновь был избран королём во Франкфурте 11 ноября 1208 года, а 4 октября 1209 года был коронован папой в Риме императором. В 1212 году в противовес ему королём был избран Фридрих II Гоненштауфен, коронованный в Майнце в декабре. Будучи разбит в 1214 году в битве при Бувине французским королём Филиппом II Августом, окончательно лишился власти и бежал, а Фридрих II в июле 1215 года был повторно коронован в Ахене. |
| Гогенштауфены                     |                                        |                                  |                       |                                  | |
| Фридрих II                        | 26 декабря 1194 — 13 декабря 1250      | 25 декабря 1996 5 декабря 1212   | — 22 ноября 1220      | 1197 13 декабря 1250             | Сын императора Генриха VI, король Германии в 1196—1197 и 1212—1250 годах, король Сицилии с 1197 года, король Иерусалима с 1225 года. 25 декабря 1196 года был избран королём Германии в качестве соправителя отца, однако после его в 1197 году смерти был слишком мал и его права на германскую корону были проигнорированы. Был провозглашён королём Сицилии (под регенством матери). 5 декабря 1212 году его вновь избрали королём Германии и 9 декабря короновали в Майнце. Он смог вытеснить своего соперника, императора Оттон Брауншвейгский, из Тюрингии и Мейсена, а после того как тот потерпел поражение в 1214 году в битве при Бувине от французского короля Филиппа II Августа, Фридрих окончательно одержал победу. 25 июля 1215 года он был повторно коронован в Ахене, а 22 ноября 1220 года в Риме был коронован императорской короной. |
| Генрих (VII)                      | 1211 — февраль 1242                    | 23 апреля 1220                   | —                     | 4 июля 1235                      | Старший сын Фридриха II, герцог Швабии с 1216 года, король Германии в 1220—1235 годах как соправитель отца. Между 20 и 26 апреля 1220 года во Франкфурте-на-Майне был избран королём в качестве соправителя отца и был коронован 8 мая 1222 года в Ахене. В 1232 году у него начался конфликт с отцом, в результате которого он был смещён в 1235 году и помещён в заключение. |
| Конрад IV                         | 25 апреля 1228 — 21 мая 1254           | февраль 1237                     | —                     | 21 мая 1254                      | Второй сын Фридриха II, король Германии с 1237 года (до 1250 года — соправитель отца), герцог Швабии с 1237 года, король Иерусалима с 1228 года, король Сицилии с 1250 года. Был избран в качестве соправителя отца в Вене в феврале 1237 года. В 1246 году был побеждён антикоролём Генрихом Распе и на сейме был признан утратившим Швабию. После смерти отца в 1250 году унаследовал Сицилию, прибыв в Апулию в январе 1252 года. Умер от дизентерии в 1254 году. С его смертью начался период междуцарствия, продолжавшийся до 1273 года. |
| Людовинги                         |                                        |                                  |                       |                                  | |
| Генрих Распе                      | около 1204 — 19 февраля 1247           | 22 мая 1246                      | —                     | 16 февраля 1247                  | Ландграф Тюрингии и пфальцграф Саксонии (под именем «Генрих IV Распе») с 1241 года, антикороль Германии с 1246 года. В мае 1246 года избран антикоролём в противовес императору Фридриху II и его сыну Конраду. Он разбил армию короля Конрада, но вскоре умер. |
| Герульфинги                       |                                        |                                  |                       |                                  | |
| Вильгельм Голландский             | 1227 — 28 января 1256                  | 3 октября 1247                   | —                     | 28 января 1256                   | Граф Голландии (под именем «Вильгельм II») с 1234 года, антикороль Германии с 1247 года. После смерти антикороля Генриха Распе 3 октября 1347 года в Воррингене новым антикоролём в оппозицию императору Фридриху II и его сыну Конраду избрали Вильгельма Голландского. В качестве «римского короля» был признан папой Иннокентием IV 8 ноября. 1 ноября 1248 года был коронована в Ахене архиепископом Кёльна. Однако его власть ограничивалась Рейнской областью и Швабией. Только после того как папа в 1252/1253 году организовал брак Вильгельма с дочерью герцога Брауншвейгского, на его сторону перешли герцоги Саксонии и Брауншвега. 25 марта 1252 года он был вновь избран королём в Брауншвейге. После смерти его соперника, Конрада IV, в 1254 году на Вильгельма стали поддерживать и многие другие князья. В 1256 году он погиб во время похода на фризов. |
| Плантагенеты                      |                                        |                                  |                       |                                  | |
| Ричард Корнуолский                | 5 января 1209 — 2 апреля 1272          | 13 января 1257                   | —                     | 2 апреля 1272                    | Антикороль Германии в период междуцарствия, сын короля Англии Иоанна I Безземельного, граф Корнуолла с 1227 года. Его кандидатура была выдвинута архиепископами Кёльна и Майнца и была поддержана герцогом Баварским Людвигом II и королём Чехии Отакаром II. Его выбрали 13 января 1257 года около Франкфурта и короновали в Ахене 17 мая. Его соперником был король Кастилии Альфонсо X, который пользовался поддержкой короля Франции и папы, однако мирный договор между Францией и Англией, заключённый в январе 1257 года, позволил папе Александру IV поменять позицию. Он в 1259 году пригласил Ричарда в Рим, но конфликт короля Генриха III с баронами не позволил ему покинуть Англию. Новый папа, Урбан IV, был менее благосклонен к Ричарду, и папская булла от 27 августа 1263 года только указала, что оба кандидата на германский престол являются избранными королями. В конце 1260-х Ричард попытался укрепить свои позиции в Германии, но в 1271 году перенёс инсульт, после которого оказался наполовину парализован. Он умер в 1272 году. |
| Кастильский дом                   |                                        |                                  |                       |                                  | |
| Альфонсо Кастильский              | 23 ноября 1221 — 4 апреля 1284         | 1 апреля 1257                    | —                     | 1273                             | Антикороль в период междуцарствия, король Кастилии и Леона (под именем «Альфонсо X») с 1252 года. Предъявил свои права на герцогство Швабия в 1255 году по праву своей матери, дочери Филиппа Швабского, в чём был поддержан папой римским. Альфонсо был избран королём Германии во Франкфурте 1 апреля 1257 года архиепископом Трира, а также герцогом Саксонии и маркграфом Бранденбурга. Однако из-за внутренних проблем в своём королевстве он не смог отправиться в Германию, чтобы добиться признания своих прав. Даже после избрания в 1273 году Рудольфа Швабского Альфонсо продолжал выдвигать претензии на титул короля Германии и герцогство Швабское. |
| Габсбурги                         |                                        |                                  |                       |                                  | |
| Рудольф I                         |                                        | 1 октября 1273                   | —                     | 15 июля 1291                     | Граф Габсбург (под именем «Рудольф IV») и ландграф Тургау с 1240 года, ландграф Кирбурга с 1264 года, король Германии с 1273 года, герцог Австрии и Штирии в 1276—1282 годах. Граф в Швабии, его владения простирались от левого берега Рейна до Вогезов. Рудольф был одним из немногих швабских дворян, сохранивший верность Конраду IV против папы и антикороля Вильгельма Голландского, но в 1251 году и он перешёл на сторону папы. Он был избран королём Германии 1 октября 1273 года в Франкфурте, победив другого кандидата — короля Чехии Пржемысла Отакара II. 24 октября он был коронован в Ахене. После избрания Рудольф начал проводить политику по возвращению всех незаконно присвоенных владений после смерти императора Фридриха II. Из-за этого он объявил войну королю Чехии, присвоившего герцогства Австрия и Штирия. В итоге по временному миру в 1276 году Пржемысл Отакар отказался от этих владений, которые занял лично Рудольф. Это было подтверждено после окончательной победы над королём Чехии в 1278 году. В 1282 году Рудольф передал Австрию и Штирию своим сыновьям Альбрехту I и Рудольфу II. В 1276 году он вёл переговоры об императорской коронации с папой Григорием X, но из-за смерти папы они были приостановлены, а ранняя смерть трёх последующих пап помешали дальнейшим переговорам. Папа Гонорий IV назначил коронацию на 2 февраля 1287 года, но Рудольф не смог прибыть на неё, а последующий его конфликт с папами по поводу полномочий над немецким духовенством так и не позволил ему стать императором. |
| Нассауский дом                    |                                        |                                  |                       |                                  | |
| Адольф Нассауский                 | около 1255 — 2 июля 1298               | 5 мая 1292                       | —                     | 2 июля 1298                      | граф Нассау в Висбадене с 1276 года, король Германии с 1292 года. Был избрано королём Германии в Франкфурте 5 мая 1292 года и коронован в Ахене 24 июня. Из-за своих усилий по увеличению владений семьи и антифранцузской политики оттолкнул от себя представителей германской знати, спровоцировав их враждебность к себе. В итоге на собрании знати в Майнце 23 июля 1298 года его обвинили в осквернении церквей, нарушении присяги и несоблюдении мира, осудили и объявили низложенным. Адольф отказался принять низложение и начал войну, в ходе которой был убит. |
| Габсбурги                         |                                        |                                  |                       |                                  | |
| Альбрехт I                        |                                        | 27 июля 1298                     | —                     | 1 мая 1308                       | Сын Рудольфа I, герцог Австрии и Штирии с 1282 года, антикороль в период правления Адольфа (1298). При жизни отца получил Австрию и Штирию, а после его смерти в 1292 году неудачно претендовал на германский трон, но был избран Адольф Нассауский. 24 июня 1298 году был избран в Майнце королём вместо Адольфа, который отказался признать своё свержение. В разразившейся войне Адольф погиб 2 июня 1298 года. Избрание Альбрехта было подтверждено во Франкфурте 27 июля, 24 августа он был коронован в Ахене. Изменил антифранцузскую политику своего предшественника, помолвив своего сына Рудольфа с сестрой короля Франции. В 1308 году Альбрехт был убит своим племянником Иоганном, считавшим, что дядя обделил его в наследстве. |
| Люксембурги                       |                                        |                                  |                       |                                  | |
| Генрих VII                        | 12 июля 1274 — 24 августа 1313         | 27 ноября 1308                   | 29 июня 1312          | 24 августа 1313                  | Граф Люксембурга (под именем «Генрих IV») с 1288 года, король Германии с 1308 года, король Италии с 1311 года, император с 1312 года. Унаследовал владения отца в 1288 году, до 1295 года управлял под регентством матери. В 1294 году стал вассалом короля Франции несмотря на то, что его графство входило в состав Священной Римской империи. 27 ноября 1308 года избран королём Германии в Франкфурте при поддержке архиепископов Майнца и Трира (собственного брата). Генрих был коронован в Ахене 6 января 1309 года. В конце 1310 года он начал экспедицию в Италию. 6 января 1311 года в Милане был коронован итальянской короной, а 29 июня 1312 года в Риме — императором. Через год после этого умер от болотной лихорадки около Сиены. |
| Виттельсбахи                      |                                        |                                  |                       |                                  | |
| Людовик (Людвиг) IV               | февраль/март 1282 — 11 октября 1347    | 20 октября 1314                  | 17 января 1328        | 11 октября 1347                  | Герцог Верхней Баварии с 1294 года, герцог Нижней Баварии с 1340 года, король Германии с 1314 года, король Италии с 1327 года, император с 1328 года. До 1310 года правил совместно с братом Рудольфом I, в 1310 году договорился с ним о разделении баварских владений. 20 октября 1314 года был избран королём Германии в противовес Фридриху I Австрийскому, сыну короля Альбрехта I, и был коронован в Ахене 25 ноября. После нескольких лет борьбы с Фридрихом победил его в 1322 году. Людвигу активно противостоял папа Иоанн XXII, обвинивший его в занятии германского престола без папского одобрения, из-за чего наложил в 1324 году на Германию интердикт. В 1325 году Людвиг был вынужден признать Фридриха Австрийского соправителем. 31 мая 1327 года в Милане Людвиг был коронован итальянской короной, несмотря на противодействие жившего в Авиньоне папы 17 января 1328 года был коронован императором в Риме. Папа Иоанн XXII объявил коронацию недействительной и отлучил Людвига от церкви, но тот в ответ возвёл в Риме антипапу Николая V. Его антипапская позиция была поддержана в Германии. В 1338 году Людвиг признал притязания короля Англии Эдуарда III на французский трон, хотя в итоге занял нейтральную позицию в конфликте королей. В 1342 году он оттолкнул своих сторонников, организовав развод графини Тироля Маргариты Маульташ и выдав её за своего сына Людвига V. В итоге недовольная им знать 11 июля 1346 года объявила о его низложении и избрании новым королём Карла IV Люксембургского. Вскоре после этого Людвиг умер на охоте, когда у него случился инсульт и он упал с лошади. |
| Габсбурги                         |                                        |                                  |                       |                                  | |
| Фридрих (III)                     | 1289 — 13 января 1330                  | 19 октября 1314/ 5 сентября 1325 | —                     | 28 сентября 1322/ 13 января 1330 | Сын Альбрехта I, герцога Австрии и Штирии (под именем «Фридрих I») с 1306 года, антикороль в период правления Людвига IV в 1314—1322 годах, его соправитель с 1325 года. Унаследовал Австрию и Штирию после отречения брата в 1306 году. 13 октября 1314 года был избран в Заксенхаузене королём Германии в противовес Людвигу IV Баварскому и был коронован в Бонне 25 ноября архиепископом Кёльна. После нескольких лет войны против соперника в 1322 году Фридрих был разбит в битве при Мюльдорфе, попав в плен. В заключении он пробыл до 1325 года, когда Людвиг был вынужден признать его своим соправителем. |
| Люксембурги                       |                                        |                                  |                       |                                  | |
| Карл IV                           | 14 мая 1316 — 29 ноября 1378           | 11 июля 1346                     | 5 апреля 1355         | 29 ноября 1378                   | Внук Генриха VII, сын короля Чехии Иоанна Слепого, маркграф Моравии с 1334 года, король Германии с 1346 года, король Чехии (под именем «Карел I») с 1346 года, граф Люксембурга в 1346—1353 годах, король Италии с 1355 года, император с 1355 года. 11 июля 1346 года был избран королём после низложения Людвига Баварского и был коронован в Бонне 26 ноября. После смерти отца в 1346 году унаследовал чешскую корону и графство Люксембург (от которого отказался в 1353 году в пользу младшего брата Венцеля, которому графство было завещано отцом). Чешской короной он был коронован в Праге 2 ноября 1347 года. 17 июня 1349 года в Франкфурте было подтверждено его избрание королём Германии, после чего 25 июля Карл повторно был коронован в Ахене. 6 января 1355 года он был коронован в Милане итальянской короной, а 5 апреля в Риме — императорской. В 1373—1375 годах Карл был регентом Бранденбурга. |
| Шварцбургский дом                 |                                        |                                  |                       |                                  | |
| Гюнтер фон Шварцбург              | 1304 — 14 июня 1349                    | 30 января 1349                   | —                     | 26 мая 1349                      | Граф Шварцбурга в 1323—1330 годах (совместно с братом), граф Шварцбург-Бланкенбурга с 1330 года. После смерти отца управлял родовыми владениями вместе с братом, а в 1330 году разделил с ним земли, получив замок Бланкенбург и 4 части Заальфельда. Эти владения ему удалось значительно расширить. Как и отец, Гюнтер был верным сторонником императора Людвига IV, часто привлекаясь им к военной и дипломатической службе. В итоге после смерти императора партия Виттельсбахов выдвинула его в качестве антикороля в противовес Карлу IV, после того как были отвергнуты кандидатуры Эдуарда III Английского и маркграфа Мейсена Фридриха II. В итоге 20 января 1349 года в Франкфурте Гюнтер был избран антикоролём архиепископом Майнца, герцогом Саксен-Лауэнбурга, пфальцграфами Рейна и маркграфом Бранденбурга. 6 февраля там же он был и коронован. К тому времени он был тяжело болен и его попытки победить Карла IV, собравшего армию в Рейнской области и осадившего архиепископа Майнца, были безуспешными. Кроме того, тому удалось переманить на свою сторону часть сторонников Гюнтера. Понимая безнадёжность своего положения и страдая от болезни, Гюинтер заключил с противником 26 мая Этвильский договор, по которому он отказался от королевской власти в обмен на денежную компенсацию и обещание амнистии своих сторонников. Вскоре после этого он умер. |
| Люксембурги                       |                                        |                                  |                       |                                  | |
| Венцель                           | 26 февраля 1361 — 16 августа 1419      | 10 июня 1376                     | —                     | 20 августа 1400                  | Сын Карла IV, король Чехии (под именем «Вацлав IV») с 1363 года, курфюрст Бранденбурга (под именем «Венцель II») в 1373—1378 годах, король Германии в 1376—1400 годах, герцог Люксембурга (под именем «Венцель II») с 1383 года. Коронован ещё при жизни отца чешской короной 15 июня 1563 года, а 10 июня 1376 года избран королём Германии в Франкфурте, после чего 21 июля был коронован в Ахене. Во время великого церковного раскола в 1378 году поддержал папу Урбана VI. В 1390-е годы германская знать требовала от него совершить поход в Италию. 20 августа 1400 года в Оберланштайне Венцель был низложен по обвинению в том, что он компрометировал империю, вёл «непристойный» образ жизни и не положил конец церковному расколу. |
| Виттельсбахи                      |                                        |                                  |                       |                                  | |
| Рупрехт Пфальцский                | 5 мая 1352 — 18 мая 1410               | 21 августа 1400                  | —                     | 18 мая 1410                      | Внучатый племянник Людвига IV, пфальцграф Рейнский (под именем «Рупрехт III») с 1398 года, король Германии с 1400 года. После свержения короля Венцеля 21 августа 1400 года избран королём Германии и коронован в Кёльне 7 января 1401 года. Провёл неудачную военную кампанию в Италии против миланских Висконти. |
| Люксембурги                       |                                        |                                  |                       |                                  | |
| Сигизмунд                         | 15 февраля 1368 — 9 декабря 1437       | 20 сентября 1410                 | 3 мая 1433            | 9 декабря 1437                   | Сын Карла IV, маркграф Бранденбурга в 1378—1395 и 1411—1415 годах, король Венгрии с 1386 года, король Германии с 1410 года, король Чехии с 1420 года, король Италии с 1431 года, император с 1433 года. |
| Йост Моравский                    | 1354 — 18 января 1411                  | 1 октября 1410                   | —                     | 8 января 1411                    | Племянник Карла IV, сын моравского маркграфа Иоганна Генриха, маркграф Моравии с 1375 года, маркграф Бранденбурга с 1388 года. Был избран королём Германии в 1410 году в противовес своему двоюродному брату Сигизмунду при поддержке архиепископов Кёльна, Майнца, герцога Саксонии и короля Чехии, но вскоре после этого умер. |
| Габсбурги                         |                                        |                                  |                       |                                  | |
| Альбрехт II                       |                                        | 18 марта 1438                    | —                     | 27 октября 1439                  | Зять Сигизмунда |
| Фридрих III (IV)                  |                                        | 2 февраля 1440                   | 16 марта 1452         | 19 августа 1493                  | Троюродный брат Альбрехта II |
| Максимилиан I                     |                                        | 16 февраля 1486                  | 4 февраля 1508        | 12 января 1519                   | Сын Фридриха III, король Германии в период правления отца (1486—1493); избранный император с 1508 г. |
| Карл V                            |                                        | 17 июня 1519                     | 24 февраля 1530       | 21 сентября 1556                 | Внук Максимилиана I, последний император, коронованный папой |
| Фердинанд I                       |                                        | 5 января 1531                    | 21 сентября 1556      | 25 июля 1564                     | Внук Максимилиана I, король Германии в период правления брата (1531—1556) |
| Максимилиан II                    |                                        | 22 ноября 1562                   | 25 июля 1564          | 12 октября 1576                  | Сын Фердинанда I, король Германии в период правления отца (1562—1564) |
| Рудольф II                        |                                        | 27 октября 1575                  | 2 ноября 1576         | 20 января 1612                   | Сын Максимилиана II, король Германии в период правления отца (1575—1576) |
| Матвей                            |                                        | 13 июня 1612                     | 13 июня 1612          | 20 марта 1619                    | Сын Максимилиана II |
| Фердинанд II                      |                                        | 28 августа 1619                  | 28 августа 1619       | 15 февраля 1637                  | Внук Максимилиана II |
| Фердинанд III                     |                                        | 22 декабря 1636                  | 15 февраля 1637       | 2 апреля 1657                    | Сын Фердинанда II, король Германии в период правления отца (1636—1637) |
| Фердинанд IV                      |                                        | 31 мая 1653                      | —                     | 9 июля 1654                      | Сын Фердинанда III, король Германии в период правления отца |
| Леопольд I                        |                                        | 18 июля 1658                     | 18 июля 1658          | 5 мая 1705                       | Сын Фердинанда III |
| Иосиф I                           |                                        | 23 января 1690                   | 5 мая 1705            | 17 апреля 1711                   | Сын Леопольда I, король Германии в период правления отца (1690—1705) |
| Карл VI                           |                                        | 27 октября 1711                  | 27 октября 1711       | 20 октября 1740                  | Сын Леопольда I |
| Виттельсбахи                      |                                        |                                  |                       |                                  | |
| Карл VII                          |                                        | 14 января 1742                   | 14 января 1742        | 20 января 1745                   | Зять Иосифа I |
| Габсбург-Лотарингский дом         |                                        |                                  |                       |                                  | |
| Франц I Стефан                    |                                        | 13 сентября 1745                 | 13 сентября 1745      | 18 августа 1765                  | Зять Карла VI |
| Иосиф II                          |                                        | 27 марта 1764                    | 18 августа 1765       | 20 февраля 1790                  | Сын Франца I, король Германии в период правления отца (1764—1765) |
| Леопольд II                       |                                        | 30 сентября 1790                 | 30 сентября 1790      | 1 марта 1792                     | Сын Франца I |
| Франц II                          |                                        | 1 марта 1792                     | 14 июля 1792          | 6 августа 1806                   | Сын Леопольда II |

### Имперские викарии
Во время междуцарствий в королевстве Германия роль временного главы государства исполняли имперские викарии — пфальцграф Саксонии (в Северной Германии) и пфальцграф Рейнский (в Южной Германии). Эти должности были наследственными соответственно для курфюрстов Саксонии и курфюрстов Пфальца. В период Тридцатилетней войны права имперского викария в южной Германии были отобраны у Пфальца и переданы Баварии.
| Начало правления | Конец правления  | Пфальцграф Саксонский                  | Пфальцграф Рейнский                 |
| ---------------- | ---------------- | -------------------------------------- | ----------------------------------- |
| 9 декабря 1437   | 18 марта 1438    | Фридрих II (курфюрст Саксонии)         | Людвиг IV (курфюрст Пфальца)        |
| 27 октября 1439  | 2 февраля 1440   | Фридрих II (курфюрст Саксонии)         | Людвиг IV (курфюрст Пфальца)        |
| 12 января 1519   | 17 июня 1519     | Фридрих III (курфюрст Саксонии)        | Людвиг V (курфюрст Пфальца)         |
| 20 января 1612   | 13 июня 1612     | Иоганн-Георг I (курфюрст Саксонии)     | Фридрих V (курфюрст Пфальца)        |
| 20 марта 1619    | 28 августа 1619  | Иоганн-Георг I (курфюрст Саксонии)     | Фридрих V (курфюрст Пфальца)        |
| 2 апреля 1657    | 18 июля 1658     | Иоганн-Георг II (курфюрст Саксонии)    | Фердинанд Мария (курфюрст Баварии)  |
| 17 апреля 1711   | 12 октября 1711  | Фридрих-Август I (курфюрст Саксонии)   | Иоганн-Вильгельм (курфюрст Пфальца) |
| 20 октября 1740  | 14 января 1742   | Фридрих-Август II (курфюрст Саксонии)  | Карл Альбрехт (курфюрст Баварии)    |
| 20 января 1745   | 13 сентября 1745 | Фридрих-Август II (курфюрст Саксонии)  | Максимилиан III (курфюрст Баварии)  |
| 20 февраля 1790  | 30 сентября 1790 | Фридрих Август III (курфюрст Саксонии) | Карл Теодор (курфюрст Баварии)      |
| 1 марта 1792     | 7 июля 1792      | Фридрих Август III (курфюрст Саксонии) | Карл Теодор (курфюрст Баварии)      |

## Рейнский союз 1806—1813
| Имя        | Титул                                                | Династия  | Начало правления | Конец правления |
| ---------- | ---------------------------------------------------- | --------- | ---------------- | --------------- |
| Наполеон I | Император французов, протектор Рейнской конфедерации | Бонапарты | 25 июля 1806     | 19 октября 1813 |

## Германский союз 1815—1866
| Имя                  | Титул                                          | Династия      | Начало правления                                                                                         | Конец правления                                                                                          |
| -------------------- | ---------------------------------------------- | ------------- | --- | --- |
| Франц II             | Император Австрии, президент Германского союза | Габсбурги     | 20 июня 1815                                                                                             | 2 марта 1835                                                                                             |
| Фердинанд I          | Император Австрии, президент Германского союза | Габсбурги     | 2 марта 1835                                                                                             | 12 июля 1848                                                                                             |
| эрцгерцог Иоганн     | имперский викарий                              | Габсбурги     | 12 июля 1848                                                                                             | 20 декабря 1849                                                                                          |
| Фридрих Вильгельм IV | Король Пруссии                                 | Гогенцоллерны | от титула императора Германии, предложенного Франкфуртским национальным собранием в 1849 году, отказался | от титула императора Германии, предложенного Франкфуртским национальным собранием в 1849 году, отказался |
| Франц Иосиф I        | Император Австрии, президент Германского союза | Габсбурги     | 1 мая 1850                                                                                               | 24 августа 1866                                                                                          |

## Северогерманский союз 1867—1871
| Имя         | Титул                                             | Династия      | Начало правления | Конец правления |
| ----------- | ------------------------------------------------- | ------------- | ---------------- | --------------- |
| Вильгельм I | Король Пруссии, президент Северогерманского союза | Гогенцоллерны | 1 июля 1867      | 18 января 1871  |

## Германская империя 1871—1918
| Имя          | Титул                              | Династия      | Начало правления | Конец правления |
| ------------ | ---------------------------------- | ------------- | ---------------- | --------------- |
| Вильгельм I  | Император Германии, король Пруссии | Гогенцоллерны | 18 января 1871   | 9 марта 1888    |
| Фридрих III  | Император Германии, король Пруссии | Гогенцоллерны | 9 марта 1888     | 15 июня 1888    |
| Вильгельм II | Император Германии, король Пруссии | Гогенцоллерны | 15 июня 1888     | 9 ноября 1918   |

## Претенденты (с 1918)
- Вильгельм II (1918—1941)
- Вильгельм III (1941—1951)
- Луи Фердинанд I (1951—1994)
- Кристиан-Сигизмунд, принц Прусский, регент (1994—2011)
- Георг Фридрих (2011 — н. в.)